# Misiones (tỉnh)
Misiones là một tỉnh nằm ở góc phía đông bắc của Argentina, thuộc vùng Mesopotamiсa. Tỉnh này giáp ranh với các tỉnh Itapúa, Alto Paraná của Paraguay về phía tây bắc, các bang Paraná, Santa Catarina, Rio Grande do Sul của Brasil về phía bắc, đông và nam, tỉnh Corrientes về phía tây nam.

## Liên kết
- Gobierno de la Provincia de Misiones Lưu trữ ngày 30 tháng 4 năm 2011 tại Wayback Machine Official website (in Spanish)
- French Culture in Misiones Lưu trữ ngày 14 tháng 7 năm 2006 tại Wayback Machine
- Pictures of Misiones Lưu trữ ngày 10 tháng 12 năm 2010 tại Wayback Machine